# シュガート級車両貨物輸送艦
シュガート級車両貨物輸送艦(Shughart class cargo ship)は、アメリカ海軍の輸送艦。大型中速RO-RO船 Large, Medium-Speed, Roll-on/Roll-off Ship 略してLMSRと呼ばれる一連の大型輸送艦の最初のクラスである。

## 概要
湾岸戦争で海上輸送能力の限界に直面したアメリカ海軍はその輸送艦群の近代化を図り一気に20隻のLMSRを整備した。1980年に建造されデンマークのマースク・ラインで就航していた3隻のコンテナ船を購入・改装し1997年に就役した。
全艦とも海上輸送司令部(Military Sealift Command,MSC)に所属し乗員は民間人であるが海軍軍人50人(士官2人、下士官兵48人)分の居住設備が用意されている。兵装は特に無いが艦橋の後部にCH-53E級の大型ヘリコプターも発着可能なヘリ甲板を持つ。
艦番号は飛び飛びになっているがこれはもう一つの改装艦であるゴードン級と並行して整備されたためである。
本級の一艦、ソダーマンは2001年に貨物輸送艦 フレッド・W・ストックハム一等軍曹  USNS GySgt Fred W. Stockham (T-AK-3017)へと改名および艦種が変更され、ソダーマンの名前は改めて新造のワトソン級の1艦に与えられた。
ちなみに艦級名は、1993年10月3日にソマリアの首都モガディシュで発生したアメリカ軍とソマリア民兵との間で発生した戦闘（モガディシュの戦闘）で戦死したデルタフォース隊員、ランディ・シュガート一等軍曹の功績を称えたものである。

## 同型艦
- シュガート (USNS Shughart, T-AKR-295) 旧Laura Maersk
- ヤノ (USNS Yano, T-AKR-297) 旧Leise Maersk
- ソダーマン (USNS Soderman, T-AKR-299) -後フレッド・W・ストックハム一等軍曹 (T-AK-3017) 旧ライカ・マースク